# Педичано (Л'Аквила)
Педичано (итал. Pedicciano) је насеље у Италији у округу Л'Аквила, региону Абруцо.
Према процени из 2011. у насељу је живело 93 становника. Насеље се налази на надморској висини од 727 м.